# Царский Кубок
Кубок Н. В. Царя (также Царский Кубок и Державный Кубок) — футбольный трофей Болгарии в 1924—1944 годах. Сам Кубок был подарен бывшим царём Болгарии — Борисом III в 1924 году. Изначально, в период 1924—1937 годов (как и в 1943 году) — этот Кубок был единственным соревнованием Болгарии, победитель которого получал звание чемпиона страны по футболу. В 1938—1942 годах Кубок Царя был отделён от чемпионата.

## Чемпионы страны
| сезон | победитель              | результат               | финалист                 | полуфиналисты                             | место проведения финала |
| ----- | ----------------------- | ----------------------- | ------------------------ | ----------------------------------------- | ----------------------- |
| 1924  | победитель не определён | победитель не определён | победитель не определён  | победитель не определён                   | победитель не определён |
| 1925  | Владислав (Варна)       | 2:0                     | Левски Сф                | Левски (Дупница); БП 25 (Плевен)          | София                   |
| 1926  | Владислав (Варна)       | 1:11                    | Славия Сф                | Левски (Русе); Ботев (Пазарджик)          | София                   |
| 1927  | победитель не определён | победитель не определён | победитель не определён  | победитель не определён                   | победитель не определён |
| 1928  | Славия Сф               | 4:0                     | Владислав (Варна)        | Левски (Пловдив); Левски (Русе)           | София                   |
| 1929  | Ботев Пд                | 1:0                     | Левски Сф                | Шипченский Сокол (Варна); Левски (Плевен) | София                   |
| 1930  | Славия Сф               | 4:1                     | Владислав (Варна)        | Ботев Пд; Хан Омуртаг (Шумен)             | София                   |
| 1931  | АС-23                   | 3:0²                    | Шипченский Сокол (Варна) | Напредак (Русе); Болгария (Хасково)       | София                   |
| 1932  | Шипченский Сокол        | Шипченский Сокол        | Шипченский Сокол         | Шипченский Сокол                          | Шипченский Сокол        |
| 1933  | Левски Сф               | Левски Сф               | Левски Сф                | Левски Сф                                 | Левски Сф               |
| 1934  | Владислав (Варна)       | Владислав (Варна)       | Владислав (Варна)        | Владислав (Варна)                         | Владислав (Варна)       |
| 1935  | Владислав (Варна)       | Владислав (Варна)       | Владислав (Варна)        | Владислав (Варна)                         | Владислав (Варна)       |
| 1936  | Славия Сф               | 2:0                     | Тича (Варна)             | Георги Дражев (Ямбол); Кракра (Перник)    | София                   |
| 1937  | Левски Сф               | Левски Сф               | Левски Сф                | Левски Сф                                 | Левски Сф               |
| 1943  | Славия Сф               | 1:0                     | Левски Сф                | Ботев Пд; Левски (Пловдив)                | Скопье София            |

1. Назначенный на переигровку судья не явился, а «Владислав» отказался играть при другом судье. БФС присудило ему техническое поражение и объявила «Славию» чемпионом страны. «Владислав» оспорил это решение на заседании БФС в Бургасе, переигровку назначили на начало 1927 года — однако «Славия» не явилась и победителем был признан «Владислав».
2. При счёте 2-1 в пользу «Шипченского Сокола» Б. Габровски из АС-23 травмировал одного из нападающих «Сокола». Судья никак не отреагировал на это нарушение и «Шипченский Сокол» покинул поле, после чего им было засчитано техническое поражение.

## Обладатели национального Кубка
| сезон | победитель              | результат               | финалист                | полуфиналисты                                  | место проведения финала |
| ----- | ----------------------- | ----------------------- | ----------------------- | ---------------------------------------------- | ----------------------- |
| 1938  | ФК-13                   | 3:0³                    | Левски (Русе)           | Левски (Бургас); Левски (Плевен)               | София                   |
| 1939  | Шипка (София)           | 2:0                     | Левски (Русе)           | Дражев (Ямбол); Победа (Варна)                 | София                   |
| 1940  | ФК-13                   | 2:1                     | Спортклуб (Пловдив)4    | Победа (Варна); Левски (Русе)4                 | София                   |
| 1941] | АС-23                   | 4:2                     | Напредак (Русе)         | Македония (Скопье); Христо Славчев (Павликени) | Добрич                  |
| 1942  | Левски Сф               | 3:05                    | Спортклуб (Пловдив)     | Напредак (Русе); СП-39 (Плевен)                | София                   |
| 1944  | победитель не определён | победитель не определён | победитель не определён | победитель не определён                        | победитель не определён |

3. При счёте 1:3 футболисты «Левски», недоволные решением судьи, покидают поле и им засчитывается техническое поражение.
4. «Левски» (Русе) победил в полуфинале «Спортклуб» (Пловдив) со счётом 2-0, но из-за разногласий с устроителями отказался играть в финале.
5. На 80-й минуте при счёте 1-3 футболисты «Спортклуба», недоволные решением судьи, покидают поле и им засчитывается техническое поражение.